# Lista över kvinnliga OS-medaljörer i hoppgrenar

## Höjdhopp
| År   | Guld                | Guld            | Silver                 | Silver         | Brons                | Brons         |
| 1928 | Ethel Catherwood    | Kanada          | Lien Gisolf            | Nederländerna  | Mildred Wiley        | USA           |
| 1932 | Jean Shiley         | USA             | Babe Didrikson         | USA            | Eva Dawes            | Kanada        |
| 1936 | Ibolya Csák         | Ungern          | Dorothy Odam           | Storbritannien | Elfriede Kaun        | Tyskland      |
| 1948 | Alice Coachman      | USA             | Dorothy Tyler          | Storbritannien | Micheline Ostermeyer | Frankrike     |
| 1952 | Esther Brand        | Sydafrika       | Sheile Lerwill         | Storbritannien | Alexandra Tjudina    | Sovjetunionen |
| 1956 | Mildred McDaniel    | USA             | Thelma Hopkins         | Storbritannien |                      |               |
| 1956 | Mildred McDaniel    | USA             | Marija Pisareva        | Sovjetunionen  |                      |               |
| 1960 | Iolanda Balaș       | Rumänien        | Jarosława Jóźwiakowska | Polen          |                      |               |
| 1960 | Iolanda Balaș       | Rumänien        | Dorothy Shirley        | Storbritannien |                      |               |
| 1964 | Iolanda Balaș       | Rumänien        | Michele Brown          | Australien     | Tajsja Tjentjik      | Sovjetunionen |
| 1968 | Miloslava Rezková   | Tjeckoslovakien | Antonjna Okorokova     | Sovjetunionen  | Valentina Kozyr      | Sovjetunionen |
| 1972 | Ulrike Meyfarth     | Västtyskland    | Yordanka Blagoeva      | Bulgarien      | Ilona Gusenbauer     | Österrike     |
| 1976 | Rosemarie Ackermann | Östtyskland     | Sara Simeoni           | Italien        | Yordanka Blagoeva    | Bulgarien     |
| 1980 | Sara Simeoni        | Italien         | Urszula Kielan         | Polen          | Jutta Kirst          | Östtyskland   |
| 1984 | Ulrike Meyfarth     | Västtyskland    | Sara Simeoni           | Italien        | Joni Huntley         | USA           |
| 1988 | Louise Ritter       | USA             | Stefka Kostadinova     | Bulgarien      | Tamara Bykova        | Sovjetunionen |
| 1992 | Heike Henkel        | Tyskland        | Alina Astafei          | Rumänien       | Ioamnet Quintero     | Kuba          |
| 1996 | Stefka Kostadinova  | Bulgarien       | Niki Bakogianni        | Grekland       | Inga Babakova        | Ukraina       |
| 2000 | Jelena Jelesina     | Ryssland        | Hestrie Cloete         | Sydafrika      | Kajsa Bergqvist      | Sverige       |
| 2000 | Jelena Jelesina     | Ryssland        | Hestrie Cloete         | Sydafrika      | Oana Pantelimon      | Rumänien      |
| 2004 | Jelena Slesarenko   | Ryssland        | Hestrie Cloete         | Sydafrika      | Viktorija Stjopina   | Ukraina       |

## Stavhopp
| År   | Guld              | Guld     | Silver             | Silver     | Brons            | Brons  |
| 2000 | Stacy Dragila     | USA      | Tatiana Grigorieva | Australien | Vala Flosadóttir | Island |
| 2004 | Jelena Isinbajeva | Ryssland | Svetlana Feofanova | Ryssland   | Anna Rogowska    | Polen  |

## Längdhopp
| År   | Guld                    | Guld           | Silver                     | Silver         | Brons                | Brons           |
| 1948 | Olga Gyarmati           | Ungern         | Noemí Simonetto de Portela | Argentina      | Ann-Britt Leyman     | Sverige         |
| 1952 | Yvette Williams         | Nya Zeeland    | Alexandra Tjudina          | Sovjetunionen  | Shirley Cawley       | Storbritannien  |
| 1956 | Elżbieta Krzesińska     | Polen          | Willye White               | USA            | Nadezjda Dvalisjvili | Sovjetunionen   |
| 1960 | Vera Krepkina           | Sovjetunionen  | Elżbieta Krzesińska        | Polen          | Hildrun Claus        | Tyskland        |
| 1964 | Mary Rand               | Storbritannien | Irena Kirszenstein         | Polen          | Tatjana Sjtjelkanova | Sovjetunionen   |
| 1968 | Viorica Viscopoleanu    | Rumänien       | Sheila Sherwood            | Storbritannien | Tatjana Taljsjeva    | Sovjetunionen   |
| 1972 | Heide Rosendahl         | Tyskland       | Diana Yorgova              | Bulgarien      | Eva Šuranová         | Tjeckoslovakien |
| 1976 | Angela Voigt            | Östtyskland    | Kathy McMillan             | USA            | Lidija Alfejeva      | Sovjetunionen   |
| 1980 | Tatjana Kolpakova       | Sovjetunionen  | Brigitte Wujak             | Östtyskland    | Tetjana Skatjko      | Sovjetunionen   |
| 1984 | Anișoara Cușmir-Stanciu | Rumänien       | Valy Ionescu               | Rumänien       | Sue Hearnshaw        | Storbritannien  |
| 1988 | Jackie Joyner-Kersee    | USA            | Heike Drechsler            | Östtyskland    | Galina Tjistjakova   | Sovjetunionen   |
| 1992 | Heike Drechsler         | Tyskland       | Inessa Kravets             | OSS            | Jackie Joyner-Kersee | USA             |
| 1996 | Chioma Ajunwa           | Nigeria        | Fiona May                  | Italien        | Jackie Joyner-Kersee | USA             |
| 2000 | Heike Drechsler         | Tyskland       | Fiona May                  | Italien        | Marion Jones         | USA             |
| 2004 | Tatjana Lebedjeva       | Ryssland       | Irina Simagina             | Ryssland       | Tatjana Kotova       | Ryssland        |

## Tresteg
| År   | Guld                   | Guld      | Silver            | Silver   | Brons             | Brons    |
| 1996 | Inessa Kravets         | Ukraina   | Inna Lasovskaja   | Ryssland | Šárka Kašpárková  | Tjeckien |
| 2000 | Tereza Marinova        | Bulgarien | Tatjana Lebedjeva | Ryssland | Jelena Govorova   | Ukraina  |
| 2004 | Francoise Mbango Etone | Kamerun   | Hrysopiyi Devetzi | Grekland | Tatjana Lebedjeva | Ryssland |